# Sargar (samhälle)
Sargar (persiska: گاوچران, Gāvcharān, سرگر, گاوچهاران) är ett samhälle i Iran.   Det ligger i provinsen Kerman, i den sydöstra delen av landet, 1 100 km sydost om huvudstaden Teheran. Sargar ligger 793 meter över havet och antalet invånare är 189.
Terrängen runt Sargar är kuperad. Runt Sargar är det glesbefolkat, med 8 invånare per kvadratkilometer. Sargar är det största samhället i trakten. Trakten runt Sargar är ofruktbar med lite eller ingen växtlighet.